# Soukayna bint Husayn
 (mars 2024).
Si vous disposez d'ouvrages ou d'articles de référence ou si vous connaissez des sites web de qualité traitant du thème abordé ici, merci de compléter l'article en donnant les références utiles à sa vérifiabilité et en les liant à la section « Notes et références ».
Sakīna bint al-Ḥusayn ( arabe : سكينة بنت الحسين   ) (entre 667 et 671 CE – 8 avril 735), également connue sous le nom d' Āmina ( arabe : آمنة  ), était un descendant du prophète islamique Mahomet. Elle était la fille de Husayn ibn Ali, le troisième imam chiite, et de Rubab bint Imra al-Qais .Elle est considérée comme la sœur de Zayn Al Abidin , 3 ème imam chiite . Sakina était une jeune enfant en 680 à Karbala, où elle fut témoin du massacre de son père et de ses partisans par les forces du calife omeyyade Yazid ( r. 680-683 ). Les femmes et les enfants, parmi lesquels Sakina, ont été emmenés à pied jusqu'à Damas, la capitale, où ils ont défilé dans les rues puis emprisonnés. Elle est ensuite retournée à Médine, où elle est décédée à l'âge de soixante-huit ans et a été enterrée au cimetière d'al-Baqi. Elle est connue pour son éloquence et sa poésie, et pour son mécénat d'artistes contemporains, selon certains récits.